# Adriana Chechik

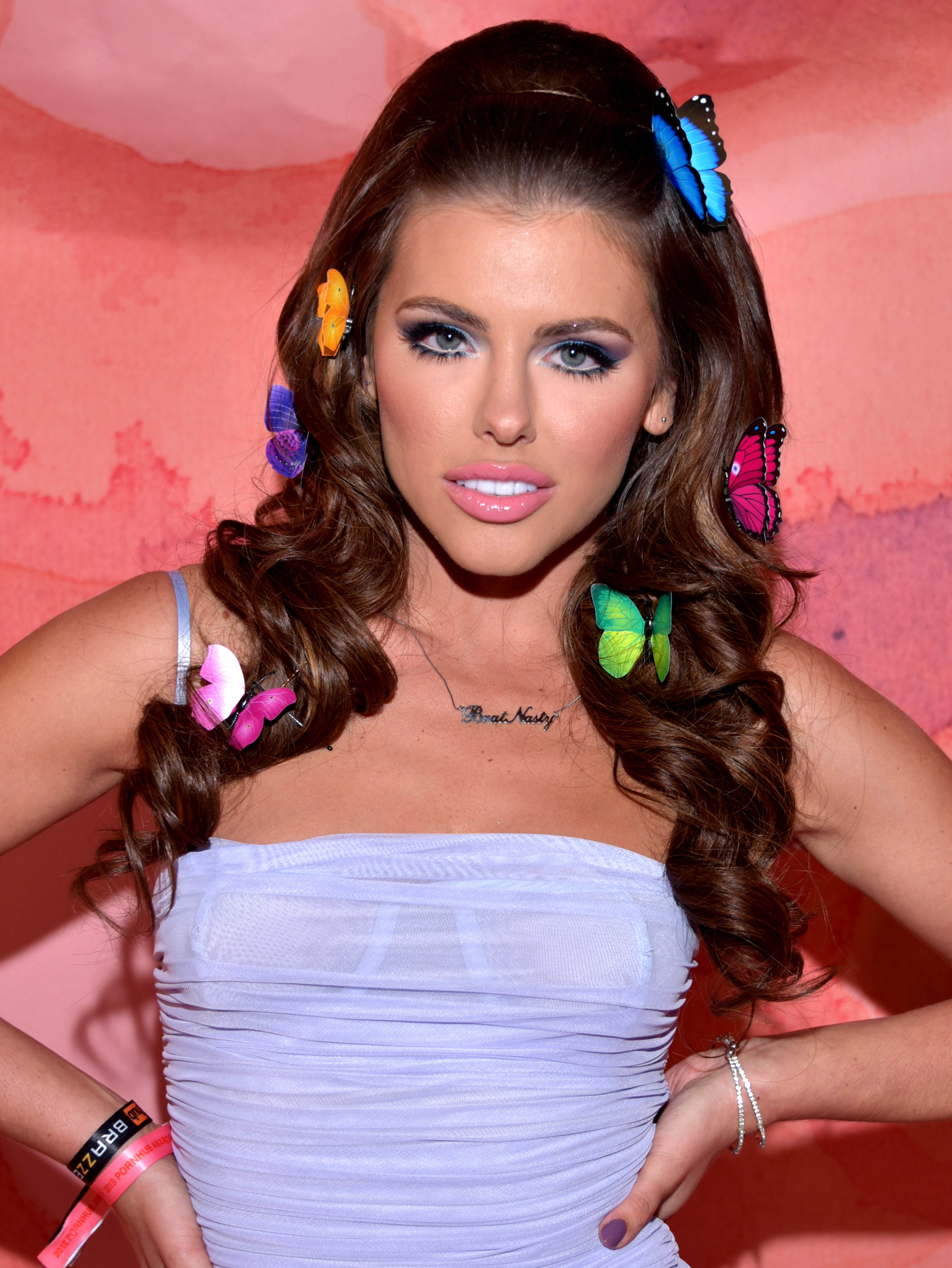
Adriana Chechik (2019)

Adriana Chechik (* 4. November 1991 als Dezarae Kristina Charles in Downingtown, Pennsylvania) ist eine ehemalige US-amerikanische Pornodarstellerin und Streamerin.

## Leben
Chechik begann ihre Karriere in der Pornobranche im Jahr 2013. Seitdem hat sie in ca. 636 Filmen (Stand: Juni 2019) und unter anderem für Studios wie Girlfriends Films (mehrere Lesboproduktionen), Jules Jordan Video (Point-of-View-Shot-Produktionen) und Evil Angel mitgewirkt. Sie war im Jahr 2014 bei den XRCO Awards in der Kategorie „Cream Dream“ und im selben Jahr bei den XBIZ Awards in der Kategorie „Best New Starlet“ nominiert. Zudem drehte sie Szenen für die Websites Brazzers und Naughty America. Sie wird von der Agentur L.A. Direct Models repräsentiert.
Im Jahr 2013 spielte sie in der Porno-Parodie This Ain’t Girls XXX von Hustler, einer Pornoversion der Fernsehserie Girls und in der Parodie Grease XXX – A Parody des Studios Adam & Eve. Im gleichen Jahr spielte sie an der Seite von Tyler Nixon, James Deen, Riley Reid und Kimberly Kane die weibliche Hauptrolle in dem Film The Exhibitionist des Regisseurs James Avalon. Ebenfalls 2013 ist sie in Women Seeking Women 95 zu sehen. Im Jahr 2014 spielte sie unter anderem in dem Film My Wife is Cheating on Me (Ma Femme Me Trompe) einer Produktion des Studios Marc Dorcel in einer Szene mit Manuel Ferrara. Ebenfalls 2014 ist sie in einer Szene in dem Film Yoga Butt Sluts des Regisseurs Jonni Darkko zu sehen.
Im August 2014 erreichte Chechik größere Bekanntheit außerhalb der Pornobranche durch eine Fotostrecke des Magazins Cosmopolitan. Das Magazin brachte in der Septemberausgabe Fotos von Chechik auf seiner „Sexy/Skanky-Seite“ in der Spalte „Skanky“. Die Seite stellte Fotos von Chechik und dem Model Miranda Kerr gegenüber. Beide Frauen posieren auf den Fotos gegen weiße Sportwagen. Chechik gab zudem ein Radiointerview in der Howard Stern Show.
Bis 2022 stieg sie vorwiegend auf Twitch-Streams als Einkommensquelle um.
Während ihrer Teilnahme an der Streamerveranstaltung TwitchCon im Jahr 2022 wurde sie während eines Spiel-Events in einer Schaumstoffgrube schwer verletzt. Sie erlitt unter anderem einen zweifachen Bruch an der Wirbelsäule. In den folgenden Jahren teilte sie ihre Genesungsfortschritte auf sozialen Netzwerken.

## Auszeichnungen
- 2015: AVN Award in der Kategorie „Best Anal Sex Scene“ (mit Manuel Ferrara in Internal Damnation 8)[7]
- 2015: AVN Award in der Kategorie „Most Outrageous Sex Scene“ (mit Erik Everhard, James Deen und Mick Blue in Two’s Company, Three’s a Crowd aus Gangbang Me)[7]
- 2015: XRCO Award als „Superslut“[8]
- 2015: XRCO Award als „Orgasmic Analist“[8]
- 2015: XBIZ Award in der Kategorie „Best Scene – Non-Feature Release“ (in Two’s Company, Three’s a Crowd aus Gangbang Me)
- 2015: NightMoves Award in der Kategorie „Best Body (Editor’s Choice)“
- 2016: AVN Award in der Kategorie „Best Transsexual Sex Scene“ (mit Vixxen Goddess in TS Playground 21)[9]
- 2016: XRCO Award als „Female Performer of the Year“[10]
- 2016: XRCO Award als „Superslut“[10]
- 2017: AVN Award als „Female Performer of the Year“[11]
- 2017: AVN Award für „Best Oral Sex Scene“ (in Adriana Chechik: The Ultimate Slut)[11]
- 2017: XRCO Award als „Female Performer of the Year“[12]
- 2018: NightMoves Award – Best “Adult Star” Feature Dancer (Fan’s Choice)[13]
- 2019: XRCO Award als „Superslut“[14]
- 2019: NightMoves Award in der Kategorie „Best Female Performer (Fan’s Choice)“
- 2020: NightMoves Award – Best Female Performer (Fan’s Choice)
- 2020: PornHub Awards – Top DP Performer[15]
- 2022: PornHub Awards – Top DP Performer[16]

## Filmografie (Auswahl)
- 2013: Laid in Lingerie 2
- 2013: Adriana Loves To Suck Cock
- 2013: Big Tits on the Beach 2
- 2013: Filthy Bath-Time Buttfuckers
- 2013: This Is My First – A Gangbang Movie
- 2013: Oil Overload 10
- 2013: The Exhibitionist
- 2013: Grease XXX – A Parody
- 2013: This Ain’t Girls
- 2013: Spin Suck and Fuck 10
- 2014: Hustler’s Girl On Girl Paint
- 2013–2015: Women Seeking Women 95, 123
- 2014: My Wife is Cheating on Me (Ma Femme Me Trompe)
- 2014: DP Me 1
- 2014: Erotic Massage Stories 5
- 2014: Gangbang Me
- 2014: Sloppy Head 6
- 2014: Yoga Butt Sluts
- 2014: A Mother Daughter Thing
- 2015: Fuck a Fan 26
- 2015: Manuel’s POV
- 2015: Magic Mike XXXL: A Hardcore Parody
- 2015: The Turning
- 2015: Slutty and Sluttier 24
- 2015: Adriana Chechik the Ultimate Slut
- 2015: Fresh and Easy
- 2016: Mommy Takes A Squirt
- 2016: Moms Bang Teens 16
- 2016: Alexis Texas Loves Girls
- 2016: Pure Ecstacy
- 2016: Telepathy: A Mantis Origin Story
- 2017: Threesome Fantasies Fulfilled 10
- 2017: Anal Beauty 6
- 2017: Squirt for Me 4
- 2017: Big Messy Gangbang
- 2017: Hot Girls in Love
- 2017: Girl Squirt
- 2017: Oil Explosion 2
- 2017: Perfect Pussy 2
- 2017: Squirting Adriana's Creampie Foursome
- 2017: Interracial Gang Bang
- 2017: Thirst For Cum
- 2018: Absolutely Fuckable 1
- 2018: Bachelorette Gets Wet
- 2018: Lady Boss
- 2018: POV Sluts: Anal & Squirt Edition
- 2018: Erotic Massage Stories 11
- 2018: Meet the Fuckers
- 2018: Thirsty Pussy
- 2018: After Dark
- 2019: Tonight’s Girlfriend 74
- 2019–2020: Tushy Raw 3, 19
- 2019: Anal Savages 4
- 2019: A for Anal
- 2019: Blacked Raw 21
- 2019: The Art of Anal Sex 11
- 2019: Lick Me Till I Cum
- 2019: Swallowed 28
- 2019: Trans Glam
- 2019: Une nuit à Paris
- 2020: 5 Wonders of Chechik
- 2021: Anal Savages 7
- 2021: Baddies 5
- 2022: Adriana Chechik: Gangbang
- 2022: After School
- 2022: All Girl Squirt Party
- 2022: Anal Savages 8
- 2022: Dirty Intentions 15
- 2022: Family Always Comes First 8
- 2022: Fill Her Up
- 2023: Blowbangs